# ناديه بوولنجر
ناديه بوولنجر (بالفرنسية: Nadia Boulanger )‏ (و. 1887 – 1979 م) هي عازفة بيانو، وعازفة الأرغن، وموزعة (موسيقى)، وملحنة، وعالمة موسيقى، وتربوية، ومعلمة موسيقى، ومُنظرة موسيقى، وأستاذ جامعي فرنسية، ولدت في الدائرة التاسعة في باريس، وكانت عضوةً في الأكاديمية الأمريكية للفنون والعلوم (منذ 1961)، توفيت في باريس، عن عمر يناهز 92 عاماً.

## التعليم
تعلمت في المعهد الوطني العالي للموسيقى والرقص ‏.

## جوائز
حصلت على جوائز منها:
- رتبة الإمبراطورية البريطانية
- وسام جوقة الشرف من رتبة ضابط أكبر
- Howland Memorial Prize [الإنجليزية]‏ (1961)
- وسام جوقة الشرف من رتبة فارس
- جائزة روما (1907)
- نيشان القديس شارل
- وسام التاج (بلجيكا).

## وصلات خارجية
- ناديه بوولنجر على موقع IMDb (الإنجليزية)
- ناديه بوولنجر على موقع الموسوعة البريطانية (الإنجليزية)
- ناديه بوولنجر على موقع ميوزك برينز (الإنجليزية)
- ناديه بوولنجر على موقع أول ميوزيك (الإنجليزية)
- ناديه بوولنجر على موقع ديسكوغز (الإنجليزية)
- ناديه بوولنجر على موقع أوليمبيديا (الإنجليزية)

- ناديه بوولنجر في قاعدة بيانات الأفلام على الإنترنت